# Аргоба (език)
Аргоба е етиопски семитски език, говорен в областта североизточно от Адис Абеба от народността аргоба. Езикът принадлежи към южната етиопска семитска подгрупа на афро-азиатското езиково семейство, което го прави сроден на амхарския.
Аргоба се говори от изолирани групи и има поне четири диалекта – тези на Харар (вече изчезнал), Алию Амба, Шева Робит и Шонке.
- Езикът аргоба на Ethnologue